# Gradius II
Gradius II Gofer no Yabō (グラディウスII ～GOFERの野望～?  lit. "Gradius II: The Ambition of Gofer") es un matamarcianos publicado por Konami en 1988 para los arcade. Es el segundo de la saga Gradius. 
En Europa, Gradius II fue denominado Vulcan Venture. Gradius II no salió en América del Norte hasta su inclusión en algunos recopilatorios y en PC Engine Mini. En su lugar, la versión Life Force del spin-off llamado Salamander fue comercializado como la secuela de Gradius.

## Jugabilidad
Gradius II mantiene la jugabilidad del primer título, añadiendo elementos del spin-off Salamander. Esto es evidente en dos de los tipos de arma configurable. También es, junto a Salamander, de los primeros de la saga en recuperar melodías y jefes de juegos anteriores, costumbre que se mantiene hasta la actualidad.
También fue el primero en añadir la "lluvia de jefes", niveles basados en la lucha contra varios jefes seguidos (generalmente de anteriores títulos), sin checkpoints. Estos niveles son considerados de los más difíciles del juego, ya que obligan a sobrevivir una serie de jefes con el armamento que logres antes de la pelea.

### Sistema de armas
Gradius II mantiene la barra de selección de armas del primer Gradius, aunque ahora el jugador puede elegir entre 4 tipos de configuración de armas. Todas ellas tienen en común el 'Speed Up' y los 'Option', diferenciándose en los 'Missile', 'Double', y 'Laser'. Además, ahora hay dos tipos de escudo a elegir: Escudo clásico (Shield) y campo de fuerza (Force Field). El escudo clásico es más duradero, pero solo protege contra ataques frontales, mientras que el campo de fuerza protege toda tu nave, pero tan sólo de 3 impactos.
- Configuración 1 - Gradius :

El misil caerá al suelo, y se moverá en línea recta hasta encontrarse con un enemigo o algo que lo detenga. El disparo doble dispara hacia adelante y a 45° de éste. El láser es verde y fino, idéntico al de Gradius, exceptuando el color.
- Configuración 2:

El misil se dispara con menos frecuencia, pero al impactar con el suelo o un enemigo, crea una onda expansiva que daña todo enemigo cercano. El disparo doble permite disparar también hacia atrás. El láser es más delgado y rojo, al estilo del juego Salamander.
- Configuración 3:

El misil es similar al de la 1º configuración, con la adición de que no se detendrá al chocar contra enemigos. El disparo doble es como el de la 1º configuración. El láser tiene forma de anillo, como el de Salamander.
- Configuración 4: - Salamander:

Esta configuración es idéntica a la del Salamander. El misil es doble, disparando uno hacia arriba y otro hacia abajo, con pequeñas ondas expansivas. El disparo doble es como el de la 2º configuración. El láser es como el de la 3º configuración.

### Niveles
- Stage 1: Artificial Sun. Este nivel está repleto de estrellas ardientes, de las cuales surgen enormes dragones de fuego. Se convirtió rápidamente en uno de los niveles clásicos de Gradius. Su jefe es Phoenix, un ardiente pájaro alado.
- Stage 2: Alien. Un nivel basado en la película Alien. Escurridizos bichos irán a por ti, teniéndote que abrir paso a través de ellos, las garras, y otros elementos del decorado. Su jefe es Big Eye, un ojo con garras que irá llenando el decorado de mortales disparos.
- Stage 3: Crystal. Una zona llena de cristales estelares. Tendrás que abrirte paso a través, evitando el impacto mortal contra ellos. Su jefe es Crystal Core, una nave en forma cristalina con brazos que disparará sin piedad.
- Stage 4: Volcano. Un nivel basado en la primera y cuarta fase del juego Gradius. Zonas montañosas con vegetación, repletas de enemigos y de erupciones... Su jefe es Death Mk-II, una pequeña nave salida del Salamander. Puede disparar misiles y peligrosos láseres.
- Stage 5: Moai. Otro clásico de la saga, basado en el tercer nivel de Gradius. Un nivel lleno de cabezas de Pascua, que esta vez podrán girarse. El jefe esta vez es Big Moai, tres cabezas Moai que atacarán lanzándote Mini Moais.
- Stage 6: High-speed. Un estilo de nivel que se convertiría en clásico. Este difícil nivel se basa en una serie de caminos, que debes surcar a altas velocidades. Puertas que se cierran, callejones sin salida, y otro tipo de trampas te lo pondrán difícil. El jefe es Big Core Mk-II, un clásico de la saga, capaz de disparar múltiples láseres a la vez.
- Stage 7: Boss Rush. Un nivel basado enteramente en jefes. Una lluvia de enemigos comenzará el nivel, proporcionando numerosos ítems. Es importante obtener buenas armas, ya que habrá que terminar con los 6 jefes seguidos. Estos son Big Core del Gradius; Golem, Tetran, Gau y Fire Dragon del Salamander; y, por último, el verdadero jefe de la zona, Covered Core, una enorme bola capaz de disparar muchos misiles en distintas direcciones.
- Stage 8: Fortress. El nivel mecánico que no puede faltar en cada Gradius. Los disparos y las trampas son la base de este nivel, haciendo tremendamente difícil la supervivencia. Hacia la mitad del nivel te encontrarás con una enorme puerta fortificada y armada con potentes láseres. Tras tener que sobrevivir a un monstruo mecánico indestructible con garras llamado Crab, llegarás a Gofer, jefe final del juego. Como de costumbre, es un cerebro indefenso.

Hay que destacar que en la versión NES de Gradius II, en el nivel 7, los jefes Gau y Fire Dragon son suprimidos en esta versión y reemplazados por Zelos Force (la esfera roja del Salamander, capaz de disparar varias burbujas giratorias). Siendo en total 4 jefes.

## Ports
Este juego se portó a la Nintendo Entertainment System en 1988, aunque nunca llegó a Norteamérica. A pesar de las limitaciones del sistema, Gradius II es sorprendentemente fiel a su versión arcade. Este juego incluía un chip especial que mejoraba los gráficos y el sonido.
También fue portado en 1992 al PC Engine. Los gráficos se mantuvieron intactos, y se añadió un nivel extra, similar al nivel del templo en el Salamader de Nes y al primero de Gradius III. Incluía también las pruebas de sonido. Sin embargo, debido a la limitación de velocidad de los CD-ROM, este juego sufría de altos tiempos de carga.
Gradius II fue relanzado en el Gradius Deluxe Pack para Sony PlayStation, Sega Saturn y Microsoft Windows en 1996, y en el Gradius Collection para PSP.
El juego también se convirtió para teléfonos móviles.

## Juegos relacionados
- Gradius III
- Salamander
- Parodius
- R-Type